# NGC 262
NGC 262 je čočková galaxie a Seyfertova galaxie typu 2 nacházející se v souhvězdí Andromedy. Byla objevena 17. září 1885 Lewisem A. Swiftem. Tato galaxie má zdánlivou jasnost 13,1m a její úhlová velikost činí 1,1′ × 1,1′. Nachází se ve vzdálenosti přibližně 208 milionů světelných let.
NGC 262 je zařazena v Markarjanově katalogu galaxií jako Markarjan 348 díky výraznému záření jejího jádra v ultrafialovém oboru spektra.

## Charakteristiky
NGC 262 vyniká zejména svými mimořádnými rozměry a zároveň patří mezi galaxie s aktivním jádrem (Seyfertovy galaxie). S průměrem přibližně 1,3 milionu světelných let patří mezi největší známé galaxie. Obsahuje přibližně 15 bilionů hvězd a je obklopena rozsáhlým oblakem neutrálního vodíku o hmotnosti přibližně 50 miliard hmotností Slunce. Oblak neutrálního vodíku je pravděpodobně výsledkem gravitačních interakcí s menšími galaxiemi v rámci její skupiny.
NGC 262 je Seyfertova galaxie typu 2, což znamená, že její aktivní galaktické jádro vykazuje silné emisní čáry v optickém a ultrafialovém spektru, což naznačuje přítomnost velmi energetických procesů v okolí supermasivní černé díry. Aktivita v rentgenové oblasti spektra podporuje hypotézu o masivním akrečním disku.
NGC 262 je součástí LGG 14, skupiny galaxií zahrnující například NGC 315, dominantní eliptickou galaxii této skupiny, a NGC 266, spirální galaxii s aktivním jádrem.

## Význam pro výzkum
NGC 262 je důležitým objektem pro studium galaxií, protože její rozsáhlý oblak neutrálního vodíku poskytuje příležitost k pochopení interakcí mezi galaxiemi a jejich okolím. Aktivní galaktické jádro umožňuje zkoumání procesů v okolí supermasivních černých děr. Její zařazení do Markarjanova katalogu podtrhuje význam studia ultrafialového záření galaxií s aktivními jádry.